# Вигор Боволента
Вигор Боволента (итал. Vigor Bovolenta; Ровиго, 30. маj 1974 — Мачерата, 24. март 2012) био је италијански одбојкаш.

## Каријера
Рођен је 30. маја 1974. године у Ровигу. Играо је на позицији средњег блокера. У каријери је играо за Рому, Верону, Модену, Пјаћенцу и Перуђу, укупно 533 утакмице у елитном рангу такмичења, а освојио је три титуле ервопског првака са Равеном и титулу клупског шампиона света уз велики број домаћих трофеја. Боволента је одликован 2000. године Орденом италијанске републике за заслуге у спорту.
Током богате репрезентативне каријере освојио је мноштво медаља са Италијом. Има златну медаљу на Европском првенству у Атини 1995. године, сребро на Олимпијским играма у Атланти (1996) и сребрну медаљу на Европском првенству у чешкој Острави (2001).
Преминуо је изненада у 37. години током утакмице Серије Б2 између његовог тима Форлија и резервног тима Маћерате која је играна 24. марта 2012. године. Боволента се срушио на терен, а лекари су у оближњој болници могли само да констатују да је преминуо од срчаног удара.

## Успеси
Италија
- медаље
- сребро : Олимпијске игре Атланта 1996.